# Sebbersund
Sebbersund – miasto w Danii, w regionie Jutlandia Północna, w gminie Aalborg.